# Dodoitsu
Le Dodoitsu (都 々 逸) est une forme populaire de poésie japonaise développée à la fin de la période Edo (1603-1868), devenue ultérieurement un style de chanson populaire de la population Gombe, transmise oralement et accompagnée du Shamisen (instrument à trois cordes). Le sujet en est généralement l'amour ou le travail avec un fond souvent humoristique. Les poèmes Dodoitsu ont 26 syllabes réparties en quatre vers de structure syllabique 7-7-7-5, sans rime ni métrique.
Le chanteur le plus connu de dodoitsu du xxe siècle était Yanagiya Mikimatsu (1901 - 1968) qui combinait la narration des histoires dodoitsu en une forme unique de monologue. Sa renommée tenait en particulier à la voix sensuelle avec laquelle il interprétait les personnages féminins. En usant de cette forme archaïque, il était capable de décrire la vie moderne en composant un récit sur un jeune couple en voyage de noces. La partie sur leur première nuit ensemble est ponctuée de plusieurs chansons Dodoitsu. Ses performances étaient si expressives que les autorités japonaises le censurèrent durant la guerre.[réf. souhaitée]